# مسئله‌ها
مسئله‌ها (انگلیسی: Issues) چهارمین آلبوم استودیویی گروه نیو متال آمریکایی کورن است که در ۱۶ نوامبر ۱۹۹۹ (۲۵ آبان ۱۳۷۸) از طریق ایمورتال رکوردز منتشر شد.

## فهرست آهنگ‌ها
همه آهنگ‌ها توسط کورن نوشته شده‌است.
| شماره      | نام                            | مدت   |
| ---------- | ------------------------------ | ----- |
| ۱.         | «Dead»                         | ۱:۱۲  |
| ۲.         | «Falling Away from Me»         | ۴:۲۹  |
| ۳.         | «Trash»                        | ۳:۲۷  |
| ۴.         | «4 U»                          | ۱:۴۲  |
| ۵.         | «Beg for Me»                   | ۳:۵۳  |
| ۶.         | «Make Me Bad»                  | ۳:۵۵  |
| ۷.         | «It's Gonna Go Away»           | ۱:۲۹  |
| ۸.         | «Wake Up»                      | ۴:۰۷  |
| ۹.         | «Am I Going Crazy»             | ۱:۰۰  |
| ۱۰.        | «Hey Daddy»                    | ۳:۴۴  |
| ۱۱.        | «Somebody Someone»             | ۳:۴۷  |
| ۱۲.        | «No Way»                       | ۴:۰۷  |
| ۱۳.        | «Let's Get This Party Started» | ۳:۴۱  |
| ۱۴.        | «Wish You Could Be Me»         | ۱:۰۷  |
| ۱۵.        | «Counting»                     | ۳:۳۷  |
| ۱۶.        | «Dirty»                        | ۷:۵۰  |
| مجموع مدت: | مجموع مدت:                     | ۵۳:۱۶ |

## اعضا
کورن
- جاناتان دیویس – خواننده، نی‌انبان، درام‌های اضافی در «Dead", "Trash»، «4 U", "It's Gonna Go Away", "Wish You Could Be Me» و «Dirty»، برنامه‌نویسی درام اضافی
- رجینالد "فیلدی" آرویزو – گیتار بیس، برنامه‌نویسی درام اضافی
- جیمز "مانکی" شفر - گیتار
- برایان "هد" ولش - گیتار
- دیوید سیلوریا – درامز